# Carles Isern i Vinyas
Carles Isern i Vinyas (Mataró, 31 d'octubre de 1843 - ibídem, 3 de juliol de 1862) fou un músic català, fill de Jaume Isern (1798-1880), el qual també fou músic.

## Biografia
Cec de naixement, segons un dels seus biògrafs, als dos anys, començà tocar al piano diversos motius d'òpera amb una sola veu i a executar harmonies per diferents tons d'una forma admirable, arribant el seu instint musical fins tal punt, que quan escoltava al piano o un altre instrument sons aïllats o consonàncies, deia en l'acte les notes dels sons que havia escoltat. Als tres anys i mig coneixia perfectament l'harmonia, sense que ningú li hagués ensenyat. Encara no havia complert vuit anys, tocava el violí amb la major facilitat, i després es dedicà a compondre difícils exercicis per a estudis.
A més estudià les llengües llatina, grega, hebrea, francesa i alemanya, i arribà a tocar 20 instruments distints, especialment l'harmònium, piano, violoncel, guitarra i, més que cap altre, el violí. Es diu que interpretava les obres per a violí de manera meravellosa.
Des d'infant compartí amb el seu pare el càrrec d'organista de l'església de Mataró, i després a Barcelona, el professorat. En els seus últims temps escriví difícils exercicis musicals. però la mort truncà molt primerencament una carrera que s'anunciava gloriosa.